# Anna Schmidt
Anna Nikolaïevna Schmidt (russe : Анна Николаевна Шмидт), née en 1851 et morte en 1905) est une journaliste et écrivaine russe, auteure de recueils religieux et mystiques, dont le Troisième Testament.

## Biographie
Anna Nikolaevna est née le 30 juillet 1851 (11 août dans le calendrier grégorien) à Nijni Novgorod, où elle a passé une grande partie de sa vie. Son père juriste, est enquêteur judiciaire. Sa mère, née A. F. Romanova, fille d'un conseiller titulaire, est une femme religieuse, suivant les traditions orthodoxes. Anna est la seule fille dans la famille et est élevée dans l'esprit des écritures. Elle n'a pas suivi une éducation scolaire, mais réussit en 1873 l'examen pour le titre de professeur de français, et enseigne dans le lycée de jeunes femmes Marinski. Elle quitte ses fonctions trois ans plus tard pour raison de santé. Son père, mis en cause pour une faute commise dans ses fonctions et ruiné, doit partir à Astrakhan, où il est rejoint par sa femme et sa fille.
À son retour à Nijni Nogorod en 1894, Anna Schmidt commence à travailler comme traductrice et journaliste dans les journaux locaux, d'abord à Bolgaria («Волгаря»), puis à la Feuille de Nijni Novogorod («Нижегородского листка»), où elle restera jusqu'à la fin de son existence. Elle y rencontre dans la rédaction Maxime Gorki, qui loue ses talents de reporter.
Elle subit l'emprise d'une mère tyrannique. Bien qu'elle ne révèle pas ses conceptions mystiques, elle est connue à Nijni Novgorod pour sa vie de sainte, et son souci d'apporter une aide à ceux qui sont en difficulté. Gorki raconte qu'elle avait autour d'elle un groupe d'hommes simples qui la considérait comme une incarnation de la sagesse divine.
C'est selon les éditeurs du Troisième testament, en 1885 qu'elle a sa première vision, et en 1886 qu'elle pose les bases de cette œuvre, retrouvée quatre ans après sa mort et publiée en 1916 par Pavel Florenski et Sergueï Boulgakov. Le seul de ses écrits qui parait de son vivant est un essai, Sur le futur («О будущем»), publié en 1900 sous le pseudonyme d'A. Timchevski dans la revue Nouveau chemin (ru).
Elle fait la connaissance à cette époque de Vladimir Soloviev, d'abord par correspondance, puis de visu. Elle se présente à lui comme l'image de la « Sophia divine ». Leur relation va jusqu'à une forme d'« amour mystique », non consommé. Anna Schmidt a entretenu également une correspondance avec Alexandre Blok et Andreï Biély.
Elle meurt en 1905.

## Œuvre
Sans avoir de formation religieuse ou philosophique, Anna Schmidt a élaboré un système gnostique à partir de son expérience mystique, comme l'on fait des auteurs-visionnaires comme Iakob Böhme. Elle y affirme notamment l'importance du principe féminin et déclare que la troisième hypostase du Seigneur, l'Esprit-Saint, est la « Fille de Dieu ». La symétrie des deux sexes est un des fondements de sa doctrine.
Le philosophe russe Sergueï Boulgakov, qui a contribué à la découverte et la publication de son œuvre, souligne sa proximité avec la Kabbale.
Andrew White et Sergueï Soloviov (ru) ont écrit sur elle. Nicolas Berdiaev a également loué sa pensée.  
Le Troisième Testament a été traduit en français par Galia Ackerman et en anglais par Daniel Shubin.